# Мурманский судоремонтный завод Морского флота
Мурманский судоремонтный завод Морского флота — крупное предприятие по ремонту судов всех типов и классов, располагавшееся на восточном берегу Кольского залива, незамерзающего круглый год, между Мурманским морским торговым портом, рыбным портом и железнодорожным вокзалом, рядом с центральной частью Мурманска. Предприятие выполняло ремонт гражданских судов всех классов и назначений, в том числе с ядерными энергетическими установками, а также кораблей Министерства обороны.

## История
Первое промышленное предприятие города. Завод берёт своё начало от судоремонтных мастерских, организованных в марте 1917 года.
В 1936 году мастерские преобразованы в завод.
В годы Великой Отечественной войны работал круглосуточно. На нём производилось 27 видов вооружения, боеприпасов и снаряжения; ремонтировались боевые корабли Северного флота и транспортные суда Северных конвоев.
Расширялся и модернизировался до конца 1980-х годов. В 1990-е объёмы заказов резко упали. Завод осуществлял работу по ремонту малых и средних судов, выполнению заказов на изготовление запасных частей. В структуру входили в среднем 15 функциональных отделов, 4 производственных цеха, 10 участков, заводская лаборатория. К 2012 году на заводе начата процедура банкротства. 5 апреля 2019 года прекратил деятельность.